# 公主與少女的吃醋LOVE
《公主與少女的吃醋LOVE》是Princess Sugar在2018年9月28日發售的戀愛冒險類型成人遊戲。2020年6月26日發售Fan disc《公主與少女的吃醋LOVE-閃耀夏物語！-》。

## 故事簡介
冰澤和希是意之杜學園的學生會長，由於父親欠下鉅款並且失蹤的關係，讓他必須接下學園所有的工作。隔天和希到學校後，史坦哈爾王國的公主亞莉澤突然出現在和希面前，並稱意之杜學園的所有權已讓渡給史坦哈爾王國。因為這突如其來的變化，讓和希的生活有了重大的改變。

## 登場角色
冰澤和希
作品男主角，意之杜學園二年級生與學生會長。和史坦哈爾王國的公主亞莉澤是青梅竹馬。
亞莉澤·維埃爾德（聲：くすはらゆい）
身高：154cm，三圍：91（F）/52/84，生日：8月30日，血型：O型
史坦哈爾王國的公主，擁有第一王位繼承權，後來到意之杜學園留學。個性單純且不通世事。與和希是青梅竹馬並一直喜歡著他。
天都沙良（聲：青葉林檎）
身高：155cm，三圍：88（E）/50/82，生日：7月1日，血型：A型
意之杜學園二年級女學生，與和希是十年的青梅竹馬。個性不坦率，有著孩子氣的一面。
銅襄菜乃花（聲：小倉結衣）
身高：159cm，三圍：98（G）/59/89，生日：5月23日，血型：AB型
意之杜學園三年級女學生，前任的學生會長，對和希來說是無法違抗的存在。喜歡對和希惡作劇。
貝兒亞茱·波森（聲：藤咲ウサ）
身高：146cm，三圍：76（B）/53/72，生日：6月18日，血型：B型
從外國到日本留學的女孩，就讀意之杜學園一年級，暱稱為「貝兒」。喜歡御飯糰和日本的漫畫，未來想當漫畫家。
瑪裘莉努（聲：北見六花）
身高：165cm，三圍：89/（E）58/85，生日：5月13日，血型：A型
亞莉澤的侍女。
千鳥杏子（聲：早瀨彌生）
身高：153cm，三圍：93（F）/54/89，生日：2月3日，血型：AB型
意之杜學園的新人教師，對和希來說像是姐姐一樣。

## 主題曲
片頭曲「Jewelry Kiss」
作詞：天咲麗，作曲、編曲：橋咲透，主唱：solfa feat.Ceui
亞莉澤片尾曲「Shining on you」
作詞：天咲麗，作曲、編曲：，主唱：solfa feat.nao
沙良片尾曲「Milky Kiss」
作詞：天咲麗，作曲、編曲：橋咲透，主唱：solfa feat.青葉林檎
菜乃花片尾曲
作詞：天咲麗，作曲、編曲：，主唱：solfa feat.
貝兒亞茱片尾曲「Dreams come true」
作詞：Rin，作曲、編曲：橋咲透，主唱：solfa feat.Rin

## 外部連結
- 公主與少女的吃醋LOVE遊戲官網 （页面存档备份，存于）（日語）
- Android版官網 （页面存档备份，存于）（日語）
- 公主與少女的吃醋LOVE-閃耀夏物語！-遊戲官網 （页面存档备份，存于）（日語）